# Adıyaman (pokrajina)
Pokrajina Adıyaman (tur.: Adıyaman ili) je pokrajina u jugoistočnoj Turskoj, u regiji Jugoistočna Anadolija. Zauzima površinu od 7.606,16 km2 a u njoj prema procjeni iz 2010. živi 590.935 stanovnika, u odnosu na 513.131 koliko je imala 1990. godine. 
Glavni grad je Adıyaman po kojem je pokrajina i dobila ime. Do 1950., Adıyaman je bio grad u pokrajini Malatya a 1. prosinca 1954. godine izdvojen je u samostalnu pokrajinu.
Područje ove pokrajine je bilo naseljeno još od najranijih vremena.

## Geografija
Pokrajina Adıyaman leži u planinskom dijelu Anadolije, na površini od 7.606,16 km². Najviši vrh je planina Nemrut s 2.134 m nadmorske visine.
Pokrajina spada u turski dio Kurdistana. Ovdje izvire rijeka Eufrat, čije se vode akumuliraju i tvore veliko jezero koje služi za potrebe hidroelektrane Atatürk.

## Okruzi
Pokrajina Adıyaman upravno je podijeljena na 9 okruga (tur. ilçe):
- Adıyaman
- Besni
- Çelikhan
- Gerger
- Gölbaşı
- Kâhta
- Samsat
- Sincik
- Tut